# Архипівка (Миргородський район)
Архи́півка — село в Україні, у Лохвицькій міській громаді Миргородського району Полтавської області. Населення становить 22 осіб. Колишній орган місцевого самоврядування — Харківецька сільська рада.

## Населення

### Мова
Розподіл населення за рідною мовою за даними :
| Мова       | Кількість | Відсоток |
| ---------- | --------- | -------- |
| українська | 22        | 100%     |

## Географія
Село Архипівка знаходиться на відстані 1 км від села Красне (Лубенський район). По селу протікає пересихаючий струмок з загатою. Поруч проходить автомобільна дорога Р60.

## Історія
12 червня 2020 року, відповідно до розпорядження Кабінету Міністрів України № 721-р «Про визначення адміністративних центрів та затвердження територій територіальних громад Полтавської області», село увійшло до складу Лохвицької міської громади.
19 липня 2020 року, в результаті адміністративно - територіальної реформи та ліквідації Лохвицького району, село увійшло до складу новоутвореного Миргородського району Полтавської області.